# عبد الله نهاري
عبد الله النهاري (ولد 23 يناير 1959 بوعلاين، الجهة الشرقية،) داعية وخطيب مغربي، واعظ بالمجلس المحلي بمدينة وجدة. عضو بحركة التوحيد والإصلاح.

## حياته المهنية
ولد في وسط أسرة متدينة، من أب حافظ ومدرّس للقرآن وأم تقية ورعة. درس في مجموعة مدارس الركادة، ووزع دراسته مع أعمال الفلاحة وخدمة والديه. بعدما حصل على الشهادة الابتدائية، ذهب إلى أحفير ليكمل دراسته الإعدادية. بعدما حصل على الشهادة الإعدادية انتقل إلى بركان، حيث حصل على الرتبة الأولى في الآداب ثم توجه إلى العلوم الاقتصادية بثانوية عمر بن عبد العزيز حيث حصل فيها على البكالوريا، ثم دخل إلى جامعة محمد الأول بوجدة، وحصل على الإجازة في العلوم الاقتصادية سنة 1983، وكان بالإمكان أن يتم الدراسة لو لم تحل بينه وبينها مشاكل اجتماعية، حيث اضطر إلى الخروج للعمل بعد وفاة والده لإعالة إخوته اليتامى. متزوج منذ سنة 1988 وله أربعة أبناء.
امتهن مهنة التعليم وعين مدة 3 سنوات كمدرس في نقطة بإقليم الحسيمة انتقل بعدها إلى التدريس بوجدة. ترك التعليم في سنة 1991. اجتاز مباراة دخل بموجبها إلى غرفة التجارة والصناعة كمتصرف ممتاز بمدينة وجدة، حيث ما زال يشتغل حتى الآن.

## مسيرته الدعوية
اشتهر بخطبه المرفوعة على الإنترنت، حيث يتميز بانفعاله في بعض خطبه. كتبت عنه كثير من الجرائد المغربية، وعن طريقته في الخطابة، والتي تتميز بنوع من الحدة ورفع الصوت عاليا. وإذا كانت جل الصحف التي كتبت عن الرجل، كتبت عنه انتقادا، فإن عبد الله النهاري يحظى بكثير من الشعبية في أوساط ساكنة الجهة الشرقية، بسبب مساعدته للفقراء، ولعل سبب تحلق الناس الحقيقي حول النهاري هو جرأته في انتقاد بعض السياسات الرسمية. كما اشتهر دولياً بعد خطبة ألقاها وانفعل فيها وكسر لوحة كانت خلفه وبدعاء قاله في تلك الخطبة:
يخطب في المغرب منذ 1987، موقوف من الخطابة في المساجد بعد توصله بمراسلة من مندوبية الأوقاف والشؤون الإسلامية فأخد على إثرها فترة استراحة من منبر الخطابة منذ أبريل 2011. في أبريل 2012 أوقفت السلطات المحلية لمدينة وجدة عبد الله النهاري من إلقاء دروسه الوعظية بكل من مسجدي القدس والتوابين، بعد جولة قام بها الشيخ إلى الصحراء بدعوة من جمعية من حركة التوحيد والإصلاح، الجناح الدعوي لحزب العدالة والتنمية، حيث زار الشيخ النهاري كل من مدن العيون والداخلة وبوجدور، المدينة الأخيرة التي عرفت فصل عاملين في الوقاية المدنية من عملهما بسبب حضور دروس الشيخ عبد الله النهاري.
حل ضيفا على برنامج فتاوى مباشرة على موقع إسلام أون لاين.

### قضية الحرية الجنسية
هاجم عبد الله النهاري في مقطع فيديو تم بثه على اليوتيوب يوم الجمعة 29 يونيو 2012، الصحفي المختار الغزيوي، رئيس تحرير جريدة الأحداث المغربية، واعتبر نهاري في شريطه بأن تصريحات الغزيوي دعوة صريحة للفاحشة، وذلك على خلفية تصريحات أدلى بها الغزيوي في برنامج «العد العكسي» الذي بثته قناة الميادين الذي أكد فيه على ضرورة ضمان الحرية الجنسية وإلغاء الفصل 490 من القانون الجنائي الذي يُجرم العلاقة الجنسية بين رجل وامرأة خارج إطار الزواج، حيث اعتبر العلاقات الجنسية حرية فردية لا يجب المساس بها. الرأي الذي يجعله، حسب النهاري، «ديّوث» وحكمه في الإسلام القتل.
وفي 1 يوليو 2012 تم استدعاء النهاري لدى محكمة الاستئناف بوجدة بناء على أمر الوكيل العام للملك لإجراء بحث حول تصريحاته. وأصدر الوكيل العام قرارا بوضع الخطيب عبد الله نهاري تحت المراقبة القضائية ومنعه من السفر.
تضامن معه على إثرها العديد من الناشطين في الشبكات الإجتماعية، وشنًّ هاكرز مغاربة هجوما على مواقع القناة الثانية ووزارة الأوقاف ونقابة الصحافيين المغربية وحزب النهج الديمقراطي، كما قدم عشرات المحامين خدماتهم للدفاع عن النهاري.
وأدانت الجمعية المغربية لحقوق الإنسان تصريحات عبد الله النهاري، وقررت جريدة «الأحداث المغربية» مقاضاته، وأدانت اليومية ما اعتبرته «فتوى» و«دعوة واضحة ومباشرة» لهدر دم رئيس تحريرها.

## وصلات خارجية
- الموقع الرسمي لعبد الله النهاري
- عبد الله النهاري على إسلام أون لاين.
- محاضرات عبد الله النهاري